# 아리 아비탕
아리 아비탕(Ary Abittan, 1974년 1월 31일 ~ )은 프랑스의 배우이다.

## 출연 작품
- 나는 괜찮아 (2018)
- 위드 오픈 암스 (2017)
- 라스트 콜 포 노웨어 (2016)
- 더 비지터: 리턴즈 (2016)
- 로빈 후드의 진실 (2015, Robin des bois, la véritable histoire)
- 컬러풀 웨딩즈 (2014)
- 호텔 노르망디 (2013)
- 뚜르드 프랑스: 기적의 레이스 (2013)
- 비바 프랑스 (2013)
- 반짝이는 모든 것 (2010)
- 뗄르망 프로쉬 (2009)